# Plantenschat
Plantenschat: Inleiding tot de kennis der flora van Nederland is een boek dat werd geschreven door Frederike van Uildriks en Vitus Bruinsma. Het werd voor het eerst gepubliceerd in 1898. Het bevat afbeeldingen en beschrijvingen van 160 in Nederland voorkomende planten.

## Bibliografische gegevens
van Uildriks, Frederike en Vitus Bruinsma (1898) –  Plantenschat: Inleiding tot de kennis der flora van Nederland. Groningen: P. Noordhoff. Met 160 gekleurde platen. Tweede, herziene druk 1902

### Recensies en besprekingen
- korte bespreking in De Levende Natuur, 3e jrg. nr. 4 (1898), p. 79 in de rubriek “Vragen en korte mededeelingen.”[3]

## Ontstaansgeschiedenis
Over het ontstaan van Plantenschat is weinig bekend. In mei 1897 is in de correspondentie van Frederike van Uildriks voor het eerst sprake van “het bloemenboekje”, een verzameling door Frederike en haar partner Vitus Bruinsma samen geschreven teksten “bij platen uit Parijs”. Mineke Bosch meent dat met dit boekje en het een jaar later verschenen De Vlinderwereld door van Uildriks en Bruinsma een belangrijke bijdrage is geleverd aan wat wel genoemd wordt het "biologisch reveil".
Omtrent de herkomst van de afbeeldingen geeft het boek geen informatie.
Bij de keuze van de planten die in het boek zijn opgenomen hebben van Uildriks en Bruinsma zich laten leiden door verschillende overwegingen. Allereerst hebben ze zich beperkt tot de zaadplanten (“Phanerogamen”), met uitsluiting van bomen en struiken. Verder hebben ze zowel een aantal zeer algemene, maar ook enkele zeldzamere planten uit verschillende milieus opgenomen. Ten slotte hebben ze getracht uit alle belangrijke plantenfamilies enkele soorten op te nemen.
Volgens Ter Braak heeft Frederike van Uildriks voor veel teksten in Plantenschat inspiratie gevonden in de omgeving van Lochem. Van Uildriks en Bruinsma zochten en vonden alle besproken planten zelf; de omgeving van Lochem, met name Ampsen, wordt ook af en toe genoemd.

## Inhoud
Plantenschat biedt in totaal 160 gekleurde afbeeldingen van één pagina, meestal met één plant, soms met meer dan één plant per afbeelding. Naast de afbeeldingen bevindt zich de tekst, ook op één pagina.
De schrijvers stellen in hun “voorrede” bij het boek dat ze zich hebben willen onderscheiden van de twee in die tijd gebruikte flora's: de Zakflora van Suringar, en de Schoolflora van Heukels. Plantenschat onderscheidt zich van deze boeken in de eerste plaats door het feit dat er slechts een gering aantal planten wordt behandeld. Daarnaast is van elke plant een kleurenafbeelding opgenomen, die de determinatie moet vereenvoudigen. Ten slotte biedt hun boekje meer informatie over de afzonderlijke plantensoorten dan in de genoemde flora's is opgenomen.
Ons doel is geweest in den tekst zooveel mogelijk den indruk weer te geven, dien de plant op een ontvankelijk, met liefde voor de natuur bezield gemoed maakt, eerst in het algemeen, in verband met de omgeving, waarin het bloemenkind is opgegroeid, en daarna, bij nauwkeurige beschouwing, meer in bijzonderheden. Hierbij hebben wij het ons tot taak gesteld de beschrijving zoo volledig te geven, dat daardoor ook zonder de afbeelding de plant te herkennen is en de verschillen met verwante soorten duidelijk uitkomen.

## Waardering
Uit de korte aankondiging in De Levende Natuur uit 1898: “Plantenschat, door J. Uildriks en Dr. Vitus Bruinsma, met 160 gekleurde afbeeldingen en mooie beschrijvingen van wildgroeiende planten (...). Wie maar goed lezen en kijken kan, ook al is er aan de plantkunde op school nog niets of niet veel gedaan, zal met behulp van de plaatjes van Plantenschat al een 160 veel voorkomende, Nederlandsche planten thuis kunnen brengen en dat is een goed begin; immers, wie er zoo'n aantal goed kent, heeft veel minder moeite met determineeren, dan iemand, die zijn eerste kennis van planten uit een flora moet verkrijgen.”
In het jaar na het verschijnen van de eerste druk van Plantenschat wordt in De Levende Natuur ("DLN") verschillende malen aan het boekje gerefereerd.
Het werk van Van Uildriks (en Bruinsma) wordt in 2000 door Coesèl en Zevenhuizen gekarakteriseerd als “poëtisch-sentimenteel”. In dezelfde tekst wordt opgemerkt dat Hugo de Vries zeer positief oordeelde over het werk van Van Uildriks. In zijn lovende recensies van haar werk klinkt vooral waardering door voor de wijze waarop zij haar liefde voor de natuur overbracht op het publiek.
De Utrechtse historicus van de natuurwetenschappen Bert Theunissen is daar verbaasd over. Hij ziet qua stijl en inhoud grote verschillen tussen de “door de wol geverfde professional” De Vries en de “blaartrekkend-zoete natuurlyriek” van Van Uildriks. De Vries zelf had daar blijkbaar minder moeite mee, terwijl op haar beurt Van Uildriks haar bewondering voor het werk van De Vries ook niet onder stoelen of banken stak.